# Karl Oppermann (Ingenieur, 1881)
Karl Oppermann (auch: Karl F. W. Oppermann; geboren 4. Januar 1881 in Hannover; gestorben 3. September 1946 ebenda) war ein deutscher Bauingenieur, Regierungsbaurat und Schriftsteller.

## Leben
Karl Oppermann besuchte die hannoversche Leibnizschule, an der er im Jahr 1900 sein Abitur bestand. Anschließend studierte er an der dortigen Technischen Hochschule die Fächer Philosophie, Literatur und Bauingenieurwesen. 1902 bestand er die Staatsprüfung und schloss mit dem Titel als Dipl.-Ing.
Nach seiner Studienzeit orientierte sich Oppermann als freier Schriftsteller um und verfasste vor allem Theaterstücke, Gedichte und epische Werke. Dennoch wirkte er zeitweilig als Diplom-Ingenieur und Regierungs-Bauführer in Leipzig, bevor er 1908 nach Hannover zurückkehrte, wo er 1910 zum Regierungsbaumeister befördert wurde.
Später wirkte Oppermann als Regierungsbaurat in Waldenburg in Schlesien.

## Werke (Auswahl)
Theaterstücke:
- Die Sicilianische Vesper. Trauerspiel in fünf Aufzügen, Dresden u. a.: Pierson, 1902
- Festspiel zur Schillerfeier, 1905

Gedichte:
- Welt und Seele, Stuttgart: Strecker & Schröder, 1905

Epische Werke:
- Vom Leben der Eide Sielken. Eine Küstengeschichte, Breslau: Bergstadtverlag Wilhelm Gottlieb Korn, 1924
- Die Gottesmühlen, Roman, Einbandentwurf von Max Odon für die 1. bis 4, Auflage, Breslau: Bergstadtverlag, 1925
- Das Land der Väter, Roman, Breslau: Bergstadtverlag, 1927

als Herausgeber:
- Karl Oppermann, Carlo Gerdes (Hrsg.): Hannoverscher Musenalmanach auf das Jahr 1905. mit einer Umschlagzeichnung von Oswald Koch, herausgegeben im Auftrage des Literarisch-philosophischen Vereins der Königlichen Technischen Hochschule, Hannover: Otto Tobies, 1904

## Archivalien
Archivalien von und über Karl Oppermann finden sich beispielsweise
- als handschriftlicher Brief Oppermanns aus Leipzig vom 23. Juli 1908 an Georg Friedrich Konrich, gewidmet „seinem lieben G. F. Konrich zur Erbauung“; teils „vernichtet am 9. Oktober 1943“; Stadtbibliothek Hannover, Archivsignatur  Kps 7085[5]